# Spilocosmia kotoshoensis
Spilocosmia kotoshoensis är en tvåvingeart som först beskrevs av Tokuichi Shiraki 1933.  Spilocosmia kotoshoensis ingår i släktet Spilocosmia och familjen borrflugor.
Artens utbredningsområde är Taiwan. Inga underarter finns listade i Catalogue of Life.